# Sun Industry Standards Source License
La Sun Industry Standards Source License (SISSL) est une licence libre reconnue par la Free Software Foundation et l'Open Source Initiative.
L'entreprise Sun Microsystems a utilisé cette licence pour de nombreux projets dont OpenOffice.org. Elle la retira le 2 septembre 2005 et demanda à l'Open Source Initiative de ne plus la recommander.